# Bagassehoa
Bagasséhoa est un village de la sous préfecture de Dignago dans le département de Gagnoa et du district de Gôh-Djiboua. Situé au sud ouest de la Côte d'Ivoire, il est à 260 km à peu près d'Abidjan, capitale économique de la Côte d'Ivoire. Il regroupe au moins 5 750 âmes. La langue parlée est le bété.